# Liste des députés de la préfecture de Saga
Cette page liste les membres de la Chambre des représentants du Japon élus dans les circonscriptions de la préfecture de Saga.

## 41elégislature(1996-2000)
| Circonscription |  | Député                | Parti politique |
| --------------- |  | --------------------- | --------------- |
| 1re             |  | Kazuhiro Haraguchi    | NFP             |
| 2e              |  | Masahiro Imamura (ja) | PLD             |
| 3e              |  | Kōsuke Hori (ja)      | PLD             |

## 42elégislature(2000-2003)
| Circonscription |  | Député                | Parti politique |
| --------------- |  | --------------------- | --------------- |
| 1re             |  | Takanori Sakai (ja)   | PLD             |
| 2e              |  | Masahiro Imamura (ja) | PLD             |
| 3e              |  | Kōsuke Hori (ja)      | PLD             |

## 43elégislature(2003-2005)
| Circonscription |  | Député                | Parti politique |
| --------------- |  | --------------------- | --------------- |
| 1re             |  | Kazuhiro Haraguchi    | PDJ             |
| 2e              |  | Masahiro Imamura (ja) | PLD             |
| 3e              |  | Kōsuke Hori (ja)      | PLD             |

## 44elégislature(2005-2009)
| Circonscription |  | Député                | Parti politique |
| --------------- |  | --------------------- | --------------- |
| 1re             |  | Takamaro Fukuoka (ja) | PLD             |
| 2e              |  | Masahiro Imamura (ja) | SE              |
| 3e              |  | Kōsuke Hori (ja)      | SE              |

## 45elégislature(2009-2012)
| Circonscription |  | Député              | Parti politique |
| --------------- |  | ------------------- | --------------- |
| 1re             |  | Kazuhiro Haraguchi  | PDJ             |
| 2e              |  | Hiroshi Ōgushi (ja) | PDJ             |
| 3e              |  | Kōsuke Hori (ja)    | PLD             |

## 46elégislature(2012-2014)
| Circonscription |  | Député                | Parti politique |
| --------------- |  | --------------------- | --------------- |
| 1re             |  | Kazuchika Iwata (ja)  | PLD             |
| 2e              |  | Masahiro Imamura (ja) | PLD             |
| 3e              |  | Kōsuke Hori (ja)      | PLD             |

## 47elégislature(2014-2017)
| Circonscription |  | Député             | Parti politique |
| --------------- |  | ------------------ | --------------- |
| 1re             |  | Kazuhiro Haraguchi | PDJ             |
| 2e              |  | Yasushi Furukawa   | PLD             |

## 48elégislature(2017-2021)
| Circonscription |  | Député              | Parti politique |
| --------------- |  | ------------------- | --------------- |
| 1re             |  | Kazuhiro Haraguchi  | SE              |
| 2e              |  | Hiroshi Ōgushi (ja) | PE              |

## 49elégislature(2021-)
| Circonscription |  | Député              | Parti politique |
| --------------- |  | ------------------- | --------------- |
| 1re             |  | Kazuhiro Haraguchi  | PDC             |
| 2e              |  | Hiroshi Ōgushi (ja) | PDC             |